# Испано-брунейская война
Испанско-брунейская война (малайск. Perang Kastila, исп. Expedición de Bruney) — вооружённый конфликт между Испанской империей и Брунейским султанатом, случившийся в 1578 году.

## Предыстория
К XVI веку основные торговые пути из Юго-Восточной Азии в Европу через Ближний Восток контролировались арабами, а европейцы пытались перехватить у них торговлю пряностями. Брунейская империя была одной из основных сил в Юго-Восточной Азии, распростираясь от западного Калимантана до севера Филиппин, и попытки европейцев закрепиться в регионе вели к неминуемому конфликту.
В 1565 году испанцы захватили филиппинский остров Себу, и, основав там торговый пост, сделали его центром распространения христианства. Так как Брунейский султанат ещё в конце XV — начале XVI вв. создал на острове Лусон (в районе современной Манилы) вассальное государство Селуронг, занявшееся распространением ислама, то торговый конфликт приобрёл религиозную окраску. Пользуясь раздробленностью Филиппин, испанский конкистадор Мигель Лопес де Легаспи принялся крестить туземцев на севере Лусона и в 1571 году основал там новую столицу колонии — Манилу.
В 1576 году испанский генерал-губернатор Филиппин Франсиско де Санде отправил официальную делегацию к султану Брунея Сайфул Риджалу. Делегация сообщила, что Испания хотела бы установления дружеских отношений с Брунеем, и попросила разрешения на проповедь христианства, в то же время потребовав, чтобы Бруней прекратил распространение ислама на Филиппинах. Султан Сайфул Риджал не согласился с этими требованиями, и выразил свой протест христианизации Филиппин, которые он считал частью Дар аль-ислама.

## Война
В 1578 году в Манилу обратились принцы Сери Лела и Сери Ратна, которые попросили испанской помощи в свержении с брунейского престола их брата Сайфул Риджала. Испанцы согласились, и в марте 1578 года из Манилы в Бруней отбыл испанский флот, который вёл лично Франсиско де Санде. В экспедиции участвовало 400 испанцев, 1500 филиппинцев и 300 брунейцев. 16 апреля 1578 года с помощью Сери Лелы и Сери Ратны испанцы вошли в тогдашнюю брунейскую столицу Кота-Бату. Султан Сайфул Риджал и столичный наместник Абдул Кахар были вынуждены бежать сначала в Мераганг, а затем — в Джерудонг; новым султаном был объявлен Сери Лела, а Сери Ратна стал при нём бендахарой (визирем). Тем временем испанцы стали нести тяжёлые потери от вспыхнувшей среди них болезни, и 26 июня 1578 года вернулись из Брунея в Манилу. Перед отбытием из столицы Брунея они сожгли тамошнюю мечеть. Брунейские легенды утверждают, что испанцев изгнал бендахара Сакам (брат султана Сайфул Риджала) с тысячью местных воинов, но современные историки считают это заявление ложным.
Сери Лела умер в августе или сентябре 1578 года от той же болезни, от которой страдали испанцы; его дочь уплыла с испанцами и вышла замуж за обращённого в христианство филиппинца.

## Последствия
Испанцы не допускали появления брунейских аванпостов на Лусоне, но в целом старались поддерживать добрососедские отношения. Как следует из письма генерал-губернатора Филиппин Франсиско де Телла де Гузмана, датированного 1599 годом, они вернулись к нормальным взаимоотношениям с Брунеем.